# 怀头他拉镇
怀头他拉镇，是中华人民共和国青海省海西蒙古族藏族自治州德令哈市下辖的一个乡镇级行政单位。

## 行政区划
怀头他拉镇下辖以下地区：
小康路社区、东滩村、西滩村、怀图村、巴力沟牧委会、卡格图牧委会和绿源村。